# Ferwerderadiel

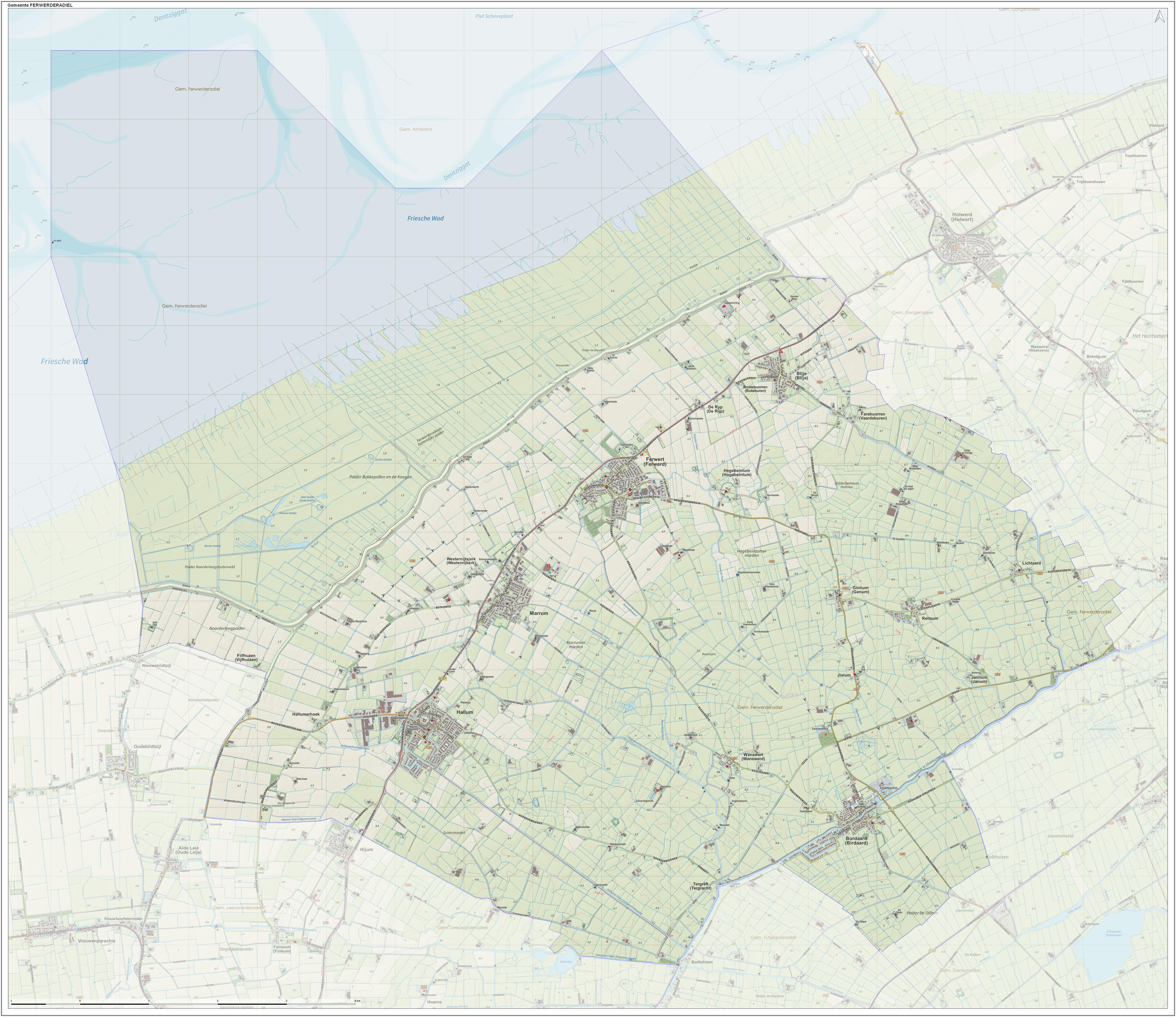
Ferwerderadiel topográfiai térképe, 2014. szeptember

Ferwerderadiel former grietenij Hollandiában, Frízföld tartományban. Lakosainak száma 8671 fő (2018. január 1.). 
A község hivatalos neve a fríz változat: Ferwerderadiel ( kiejtés); (holland nyelven Ferwerderadeel ( kiejtés). Lakóinak száma a holland statisztikai hivatal adatai szerint 2014. május 1-jén 8755 fő volt, területe 133,18 km². Lakóinak száma szerint a tartomány legkisebb községe.
A község a Watt-tenger partján fekszik, 10,1 km parttal. 2008-ban az egyik legnagyobb országos napilap, az Algemeen Dagblad szerint az ország legbiztonságosabb községe volt.

## Földrajza
| Lakosok száma | 6329 | 7548 | 8191 | 8151 | 8504 | 9249 | 8047 | 8818 | 8698 | 8671 |
|               | 1830 | 1849 | 1869 | 1899 | 1920 | 1947 | 1971 | 2000 | 2016 | 2018 |

Ferwerderadiel Dongeradeel, Leeuwarderadeel, Dantumadiel, Het Bildt és Tytsjerksteradiel községekkel határos.

### Települései
A község falvai 2014. január 1-jei lakosságszámmal:
Forrás: A község honlapja

A hivatalosan településként számon tartott falvakon kívül van még a község területén nyolc „szomszédság”, tanyaközpont is.

## Közigazgatás, politika
Ferwerderadiel önkormányzati képviselő-testülete, a községi tanács 13 képviselőből áll. A tanács összetételének alakulása 1998 óta a következő volt:
| Párt             | 1998 | 2002 | 2006 | 2010 | 2014 |
| CDA              | 5    | 5    | 4    | 4    | 4    |
| Gemeentebelangen | 3    | 3    | 2    | 2    | 3    |
| PvdA             | 2    | 2    | 3    | 2    | 1    |
| VVD              | 1    | 1    | 1    | 1    | 1    |
| FNP              | 1    | 1    | 2    | 3    | 3    |
| ChristenUnie     | 1    | 1    | 1    | 1    | 1    |
| Totaal           | 13   | 13   | 13   | 13   | 13   |

### A községi hivatalok együttműködése
2015. január 1-jétől Dongeradeel, Dantumadiel, Ferwerderadiel és Kollumerland c.a. hivatali szervezetei együttműködnek a közös érdeklődésre számot tartó feladatok ellátásában. 2016 áprilisa előtt megvizsgálják ennek az együttműködésnek az eredményeit, és ennek alapján javaslatot tesznek Északkelet-Frízföld esetleges közigazgatási egyesítésére.

## Látnivalók
A község területén 17 országos műemlék található.

## Fordítás
- Ez a szócikk részben vagy egészben a Ferwerderadeel című holland Wikipédia-szócikk ezen változatának fordításán alapul.  Az eredeti cikk szerkesztőit annak laptörténete sorolja fel. Ez a jelzés csupán a megfogalmazás eredetét és a szerzői jogokat jelzi, nem szolgál a cikkben szereplő információk forrásmegjelöléseként.